# Bees in His Bonnet
Bees in His Bonnet é um curta-metragem norte-americano de 1918, do gênero comédia, estrelado por Harold Lloyd. É presumidamente um filme perdido.

## Elenco
- Harold Lloyd
- Snub Pollard
- Bebe Daniels
- William Blaisdell
- Sammy Brooks
- Lige Conley - (como Lige Cromley)
- William Gillespie
- Helen Gilmore
- Bud Jamison
- Charles Stevenson
- Noah Young